# Добраково
Добракове (чорног. Добраково/Dobrakovo) — село в Чорногорії, в громаді Бієло-Полє. За переписом населення Чорногорії 2003 року, у селі проживали 350 мешканців (за переписом 1991 року — 408 мешканців). Село розташоване в історико-географічній області Санджак.

## Населення
Розподіл населення за національністю за даними перепису 2011 року:
| Мова           | Відсоток |
| -------------- | -------- |
| боснійці       | 79,34%   |
| не визначилися | 20,66%   |